# Història de Gibraltar

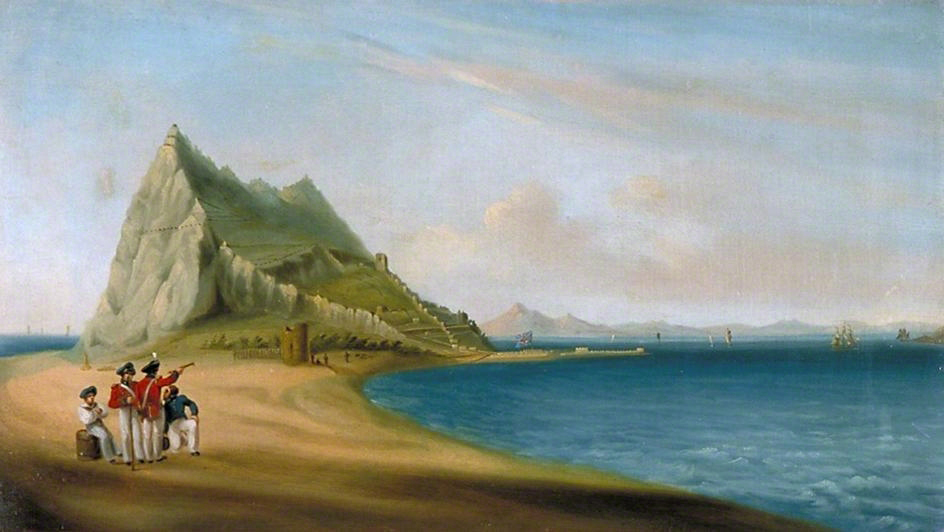
North View of Gibraltar from Spanish Lines (Vista nord de Gibraltar des de les línies espanyoles) per John Mace (1782).

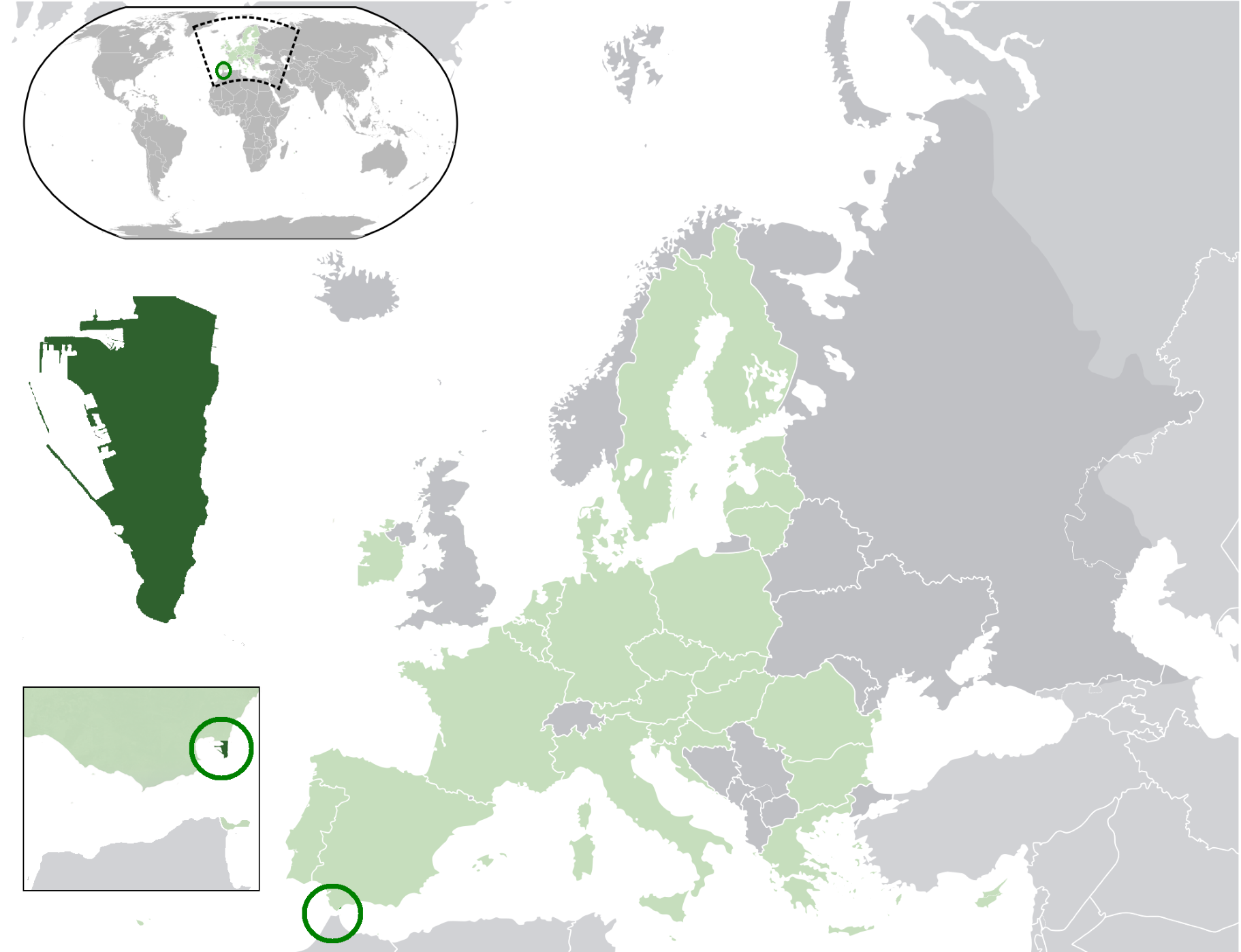
Ubicació de Gibraltar, en l'extrem sud de la península Ibèrica.

La història de Gibraltar, una petita península a la costa meridional de la península Ibèrica prop de l'entrada del Mar Mediterrani, s'estén per més de 2.900 anys. La península ha passat de ser un lloc de reverència en l'antiguitat per ser «un dels llocs més densament fortificats i disputats a Europa», com un historiador ha dit. La ubicació de Gibraltar li ha donat una importància descomunal en la història d'Europa i la seva ciutat fortificada, establerta en lèpoca medieval, ha rebut guarnicions que van patir nombrosos setges i batalles a través dels segles. Va ser habitada fa més de 50.000 anys pels neandertals i pot haver estat un dels seus últims llocs d'habitació abans que es van extingir fa uns 24.000 anys. La història de Gibraltar va començar amb els fenicis al voltant de l'any 950 aC; els cartaginesos i els romans més tard han venerat Hèrcules en santuaris que es diu van ser construïts sobre el Penyal de Gibraltar, que anomenaven Mons Calpe, la «Muntanya Buida», i que consideraven com un dels pilars bessons d'Hèrcules.
Gibraltar es va convertir en part del regne visigot d'Hispània després de la caiguda de l'Imperi Romà i va quedar sota domini àrab musulmà l'any 711 AD. Va ser poblat definitivament per primera vegada pels moros amb el nom de Jebel al-Tariq - la «Muntanya de Tàriq», posteriorment corromput a Gibraltar. El regne cristià de Castella es va annexar aquest territori el 1309, perdent-lo de nou per als moros el 1333 i finalment el va recuperar el 1462. Gibraltar es va convertir en part del regne unificat d'Espanya i va romandre sota domini espanyol fins a 1704. Va ser capturat durant la Guerra de Successió espanyola per una flota anglo-holandesa en el nom de Carles VI d'Àustria, pretendent dels Habsburg al tron espanyol. Al final de la guerra, Espanya va cedir el territori a la Gran Bretanya en els termes del Tractat d'Utrecht de 1713.
Espanya va intentar recuperar el control de Gibraltar, que la Gran Bretanya havia declarat com a colònia de la Corona, a través de pressió militar, diplomàtica i econòmica. Gibraltar va ser assetjat i bombardejat pesadament durant tres guerres entre Gran Bretanya i Espanya, però els atacs van ser rebutjats en cada ocasió. Al final de l'últim setge, a finals del segle xviii, Gibraltar s'havia enfrontat a catorze setges en 500 anys. La colònia va créixer ràpidament durant els segles XIX i XX, convertint-se en una de les possessions més importants de la Gran Bretanya a la mar Mediterrània. Era un punt de parada clau per als vaixells en ruta cap a l'Índia a través del Canal de Suez. Una gran base naval britànica va ser construïda allà per alt cost al final del segle xix i s'ha convertit en la columna vertebral de l'economia de Gibraltar.
El control britànic de Gibraltar va permetre als Aliats controlar l'entrada de la Mediterrània durant la Segona Guerra Mundial. Va ser atacat en diverses ocasions pels alemanys, italians i les forces franceses de Vichy, tot i que no li van causar gaires danys. El dictador espanyol Francisco Franco es va negar a unir-se a un pla nazi per ocupar Gibraltar però va reviure la reclamació d'Espanya al territori després de la guerra. Com que es va intensificar la disputa territorial, Espanya va tancar la seva frontera amb Gibraltar entre 1969 i 1985 i els enllaços de comunicació van ser tallats. La posició d'Espanya va rebre el suport dels països de l'Amèrica Llatina, però va ser rebutjada per Gran Bretanya i els mateixos gibraltarenys, que van afirmar enèrgicament el seu dret a la lliure determinació. Les discussions sobre l'estatus de Gibraltar han continuat entre Gran Bretanya i Espanya, però no han arribat a cap conclusió. Des de 1985, Gibraltar ha sofert grans canvis a conseqüència de la reducció dels compromisos de defensa d'ultramar de la Gran Bretanya. La majoria de les forces britàniques han abandonat el territori, que ja no es veu com un lloc de gran importància militar. La seva economia de serveis es basa ara en el turisme, serveis financers, transport marítim i les apostes per internet. Gibraltar és en gran manera autogovernat, amb el seu propi parlament i govern, tot i que el Regne Unit manté la responsabilitat de la defensa i la política exterior. El seu èxit econòmic l'ha convertit en una de les zones més riques de la Unió Europea.

## Prehistòria
Existeixen evidències sobre el poblament del penyal per l'home de Neandertal. Es va trobar un crani pertanyent a aquesta espècie en la pedrera de Forbes el 1848, de fet abans del descobriment "original" a la vall de Neander. El 1926, es va trobar el crani d'un nen neandertal a la Torre del Diable.

## Edat antiga
Els fenicis van visitar la zona en una època tan primerenca com el 950 aC. Gibraltar i Abila (antiga ciutat i promontori en l'actual Ceuta) formaven les anomenades Columnes d'Hèrcules, que els mariners fenicis van marcar amb unes columnes de plata per assenyalar als pobles mediterranis els límits segurs de navegació.
Encara que és possible que els primers a navegar pel penyal fossin els fenicis, els antics grecs creien que l'heroi mític Hèrcules va obrir l'estret d'un sol cop per poder unir el mar Mediterrani amb l'oceà Atlàntic per així seguir la recerca del bestiar de Gerion, rei del poble indígena Tartessos a Andalusia, que segons expliquen les llegendes hel·lèniques, era un gegant deformat.

## Edat mitjana
Poc es va construir durant els quatre primers segles de control musulmà. No va ser fins al 1160 que el califa almohade Abd-al-Mumin va ordenar la construcció del primer establiment permanent, inclosa una fortificació. La torre principal d'aquest castell segueix en peus en l'actualitat.
Posteriorment va passar al regne nassarí de Granada. El 1309 va ser conquerida per Alonso de Guzmán al servei de la Corona de Castella i amb ajuda de la Corona d'Aragó. Poc després, el 1333 és presa pels merins (coneguts tradicionalment com a benimerins), que havien envaït l'Espanya musulmana. El 1374 cau en mans dels nassarites del Regne nassarí de Granada. El 26 d'agost de 1407 una esquadra castellana va derrotar una flota conjunta de Granada, Tunísia i Tlemcen. El 1411 els nassarites han de reconquerir la plaça, en rebel·lar-se els seus habitants i passar-se als benimerins.
Després d'un infructuós intent de conquesta el 1436, Gibraltar va passar definitivament a mans cristianes el 1462, quan és conquerida per Alonso de Arcos, al servei del duc de Medina Sidonia, sota el senyoriu del qual va quedar la plaça, que poc després va ser reclamada com a domini per la Corona de Castella. Aprofitant les turbulències del regnat d'Enric IV, els Medina-Sidonia van prendre Gibraltar per força el 1467, recolzant-se en una donació del pretendent "Alfons XII".
A la mort d'Enric IV, el 1474, la seva germana i hereva Isabel va recaptar suports per fonamentar la seva posició en la Guerra de Successió que l'enfrontava amb Juana la Beltraneja. Els Medina-Sidonia van ser així gratificats amb el Marquesat de Gibraltar (30 de setembre de 1478). La ciutat va romandre sota domini asidonenc fins que els Reis Catòlics van suprimir el títol el 1501 i van reincorporar el territori als dominis de la Corona de Castella. No obstant això, el Duc de Medina-Sidonia va intentar de nou fer valer els seus drets assetjant la plaça el 1506.
De Gibraltar era Gonzalo Piña Ludueña, qui va fundar la ciutat de Gibraltar a Veneçuela el 1592, a la vora del Llac de Maracaibo.

## Seglesxviiiixix

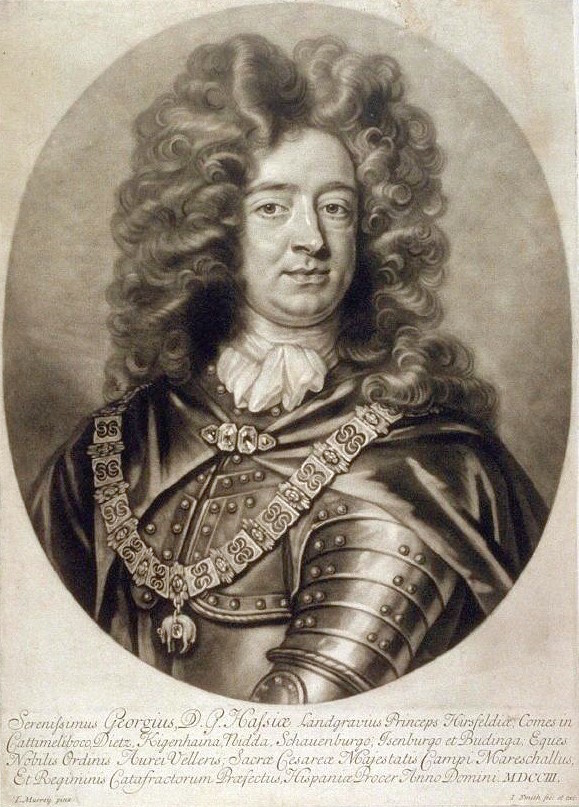
Príncep de Darmstadt, Governador Austriacista de Gibraltar.

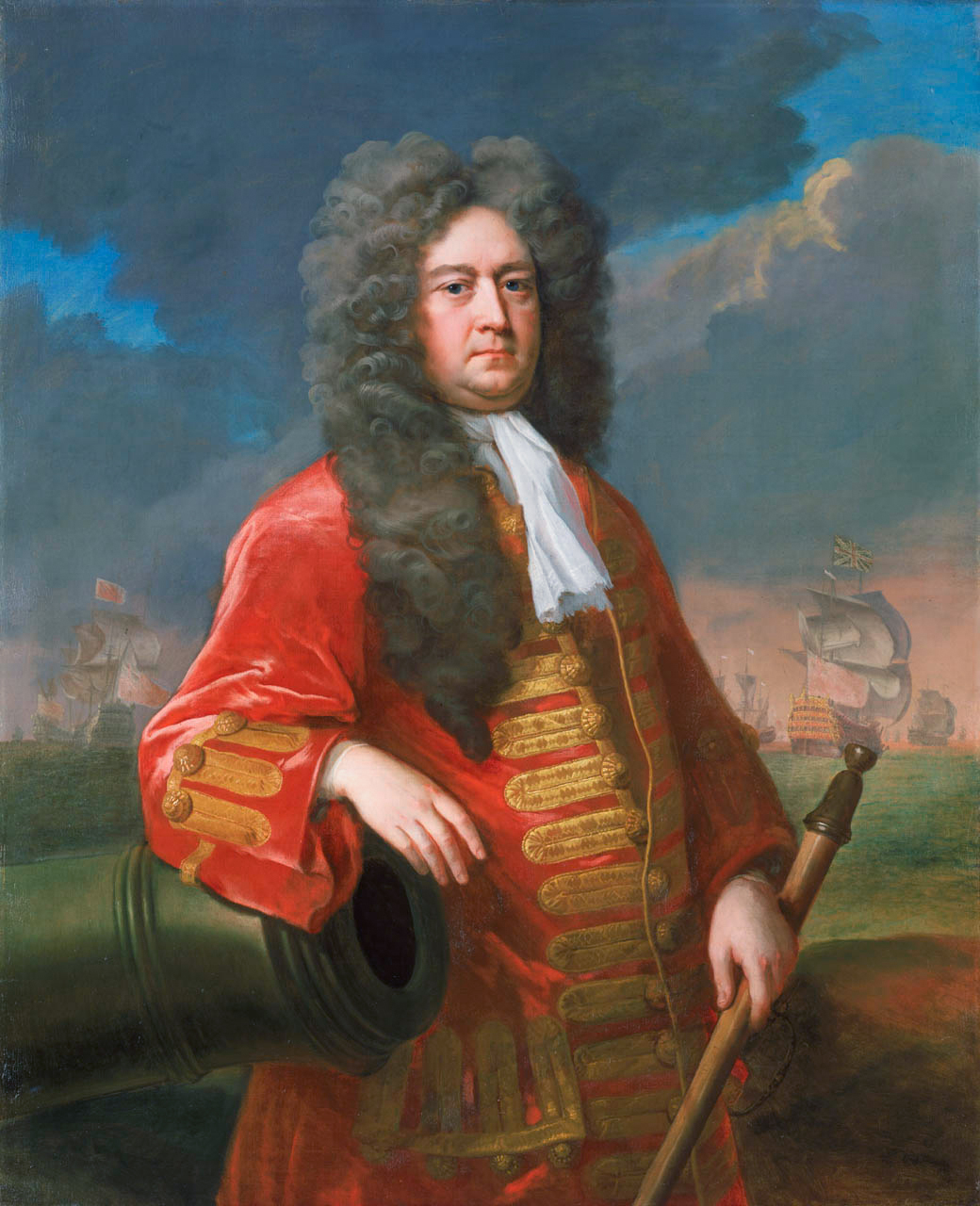
L'almirall anglès George Rooke.

Anglaterra i Països Baixos eren contràries a l'aspiració de Felip d'Anjou al tron d'Espanya, la qual cosa reforçaria el tron francès. Al juliol de 1702, durant la Guerra de Successió Espanyola, van arribar a Cadis i van desembarcar a Rota i El Puerto de Santa María, però van fracassar a l'hora de prendre les places. A la seva tornada a la Gran Bretanya van destruir la flota d'Índies en el port de Vigo, encara que el tresor que aquesta contenia es va poder salvar.
L'agost de 1704, una altra esquadra angloholandesa, al comandament de l'almirall Rooke i del Príncep de Hesse-Darmstadt, es va dirigir a Gibraltar. Van exigir el lliurament incondicional de la plaça i un jurament de fidelitat a l'Arxiduc Carles. El governador de Gibraltar va rebutjar l'ultimàtum l'1 d'agost. Durant la nit del 3 al 4 d'agost, el castell i la mateixa ciutat va sofrir intensos bombardejos. Només 80 soldats i 300 milicians, amb escassa o nul·la instrucció militar, dotats amb 120 canons (dels quals un terç estaven inservibles) la defensaven, enfront d'una flota anglo-holandesa que totalitzava 10.000 homes i 1.500 canons, recolzada per un batalló de 350 soldats catalans partidaris de l'Arxiduc Carles d'Àustria (que van desembarcar en una platja coneguda des de llavors com Badia dels Catalans). Després de cinc hores de bombardejos la plaça es va rendir, però no a Anglaterra, sinó a Carles III d'Espanya, com s'autoproclamava l'Arxiduc, en el nom del qual va ser ocupada pel Príncep de Hesse-Darmstadt, a qui el governador va lliurar la ciutat. La rendició va ser feta sota la condició que, en haver jurat els assetjats lleialtat a l'Arxiduc Carles, els nous governants permetrien als habitants exercir les seves llibertats i drets habituals; no obstant això la condició no va ser respectada per les tropes anglo-holandeses, els qui van saquejar i van profanar totes les esglésies catòliques de la ciutat atacant així la llibertat de culte dels vilatans. Davant d'aquesta situació, la població es va rebel·lar contra els ocupants tractant de matar als militars estrangers. Les autoritats van aconseguir restablir l'ordre, però per a la major part de la població del Penyal ja era massa tard: renovant la seva lleialtat a Felip V d'Espanya, va fugir de la localitat i es va refugiar en diversos llocs; la majoria es va traslladar a l'ermita de San Roque, donant lloc a la creació del municipi de San Roque, el qual encara avui té la denominació oficial de «Molt Noble i Més Lleial Ciutat de San Roque, on resideix la de Gibraltar». Allí es conserven objectes importants de la història espanyola de Gibraltar, com una imatge de la Verge Coronada, o els documents històrics signats pels Reis Catòlics el 1502, concedint el seu escut d'armes a la ciutat. Un dels protagonistes d'aquests esdeveniments és el cèlebre duc de Marlborough (anomenat Mambrú pels espanyols).
Passats vint dies de la rendició de Gibraltar, el 24 d'agost d'aquest mateix any, una flota franco-espanyola va intentar reconquerir la plaça, però l'almirall Rooke va aconseguir sortir a la seva trobada i frenar-la en la Batalla de Vélez-Màlaga. Durant la resta d'aquest any i gairebé tot el següent, Espanya va tornar a intentar-ho en més ocasions, sense èxit. Davant els successius atacs, a l'octubre de 1705 la reina Anna de la Gran Bretanya va decidir prendre el control de la plaça: aprofitant l'absència i mort del governador austriacista de Gibraltar, el Príncep de Hesse, va donar l'ordre d'expulsar d'allí a la poca població que quedava i a les autoritats civils, reclamant la vila com a fortalesa militar britànica. El 1706 la reina nomenaria al seu propi governador de Gibraltar, el general anglès Roger Elliott; i finalment, el 1711, va expulsar a totes les tropes estrangeres, quedant tan sols els britànics a càrrec de Gibraltar.
Nou anys més tard de l'atac anglo-holandès, la conquesta es va formalitzar mitjançant el Tractat d'Utrecht (1713), en el qual Espanya cedia a la Gran Bretanya «la plena i sencera propietat de la ciutat i castells de Gibraltar, juntament amb el seu port, defenses i fortaleses que li pertanyen, donant aquesta propietat absolutament perquè la tingui i gaudeixi amb sencer dret i per sempre, sense cap excepció ni cap impediment». No obstant això, aquesta cessió no va ser total, doncs encara que es concedia a perpetuïtat la propietat de Gibraltar (la ciutat amb els seus castells, port, defenses i fortaleses), Espanya no va voler cedir la seva jurisdicció territorial sobre ella; és a dir, que les lleis que havien de seguir imperant sobre el penyal eren les espanyoles, i que per tant la sobirania sobre aquest territori continuava sent d'Espanya. Així ho expressa l'escrit quan especifica que «per evitar abusos i fraus en la introducció de les mercaderies, vol el rei catòlic i suposa que així s'ha d'entendre, que aquesta propietat se cedeixi a la Gran Bretanya sense jurisdicció territorial i sense comunicació oberta amb el país per part de terra». Finalment, la cessió de la propietat de Gibraltar va quedar subjecta a la seva tornada a la corona espanyola en cas que la corona britànica decidís desfer-se d'ella: «si en algun temps a la Corona de la Gran Bretanya li semblés convenient donar, vendre, alienar de qualsevol manera la propietat d'aquesta Ciutat de Gibraltar, s'ha convingut i concordat per aquest Tractat que es donarà a la Corona d'Espanya la primera acció abans que a uns altres per redimir-la.». Des de llavors, Gibraltar tindria la denominació oficial de Town and Garrison of Gibraltar in the Kingdom of Spain (Ciutat i Guarnició de Gibraltar en el Regne d'Espanya).
Les condicions del tractat no van ser respectades íntegrament pels britànics, els qui no van respectar les lleis espanyoles, van traficar amb diversos tipus de mercaderies i van acabar ocupant el 1724 el Molino i la Torre del diablo, situats en la costa occidental i oriental respectivament de l'istme que uneix el penyal amb la resta de la península Ibèrica (el qual no s'havia cedit a la Gran Bretanya per no formar part de la ciutat, castells, port, defenses ni fortaleses de Gibraltar). Aquesta invasió va ocasionar un nou intent per part d'Espanya per recuperar Gibraltar el 1727, finalitzant el corresponent conflicte amb el Tractat de Sevilla (1729) que, entre altres coses, confirmava la possessió britànica de la vila. Espanya i la Gran Bretanya van acordar la institució d'una zona neutral, on no hi hagués presència de cap dels països, que ocuparia l'istme i a la qual, els britànics haurien d'aportar els territoris del mateix que havia ocupat, cosa que mai va succeir. Així mateix, Espanya va establir un lloc de control i un camp militar després de la zona neutral a fi de defensar-se enfront de futurs conflictes.
El major intent de recuperar Gibraltar per part d'Espanya, no obstant això, va ocórrer entre 1779 i 1783 en l'anomenat Gran Setge, en el context de la Guerra d'Independència dels Estats Units; l'escriptor espanyol nascut a Cadis, José Cadalso, va morir en aquest últim intent. Des de llavors, la Gran Bretanya no va fer més que continuar amb l'ocupació del terreny neutral i consolidar la seva conquesta: el 1815, acabada ja la Guerra de la Independència Espanyola i amb permís d'Espanya, els britànics van ocupar temporalment la zona neutral i van construir un hospital per fer front a una epidèmia; el 1830, Gibraltar va canviar la seva denominació i estatus pel de British Crown Colony of Gibraltar (Colònia britànica de Gibraltar), robant així la seva sobirania a Espanya; el 1838 els sentinelles es van pegar al llarg de la línia d'alto-el-foc llavors existent; el 1854, una nova epidèmia va servir d'excusa per aixecar un nou hospital; i el 1881 els britànics van segellar les seves noves adquisicions territorials construint una nova frontera. L'expropiació territorial continuaria també durant el principi del segle xx.
Amb l'obertura del canal de Suez el 1869, Gibraltar va augmentar d'importància estratègica (i per tant la seva importància per a la Gran Bretanya), i la seva posició com a port d'aprovisionament i escala va resultar notablement enfortida. Però així i tot la importantcia de Gibraltar no deixava de ser militar i comercial. Durant tot el segle xix la població de Gibraltar va ser molt limitada: des de la marxa el 1705 dels seus últims habitants originaris, el Penyal només va ser poblat per militars britànics i refugiats de diferents parts del Mediterrani; a més les successives epidèmies que va sofrir Gibraltar en aquest segle no van ajudar a consolidar una nova població en el municipi. De fet, no és fins a la segona meitat de segle quan apareix el concepte de «nadiu de Gibraltar», i no és fins a finals del mateix segle quan apareix el concepte de «gibraltareny». L'enorme despoblació del Gibraltar britànic contrasta amb la consolidació de la població a l'altre costat de l'istme: els exresidents de Gibraltar el 1704 s'havien establert «temporalment» amb la insígnia del seu municipi a San Roque i al costat d'aquest poble va créixer l'anomenat Los Barrios; més tard va ser repoblada Algesires (abandonada des de l'any 1379).
Durant els primers anys del segle xx, el penyal va ser excavat per construir túnels que unissin les parts est i oest. El material extret va ser utilitzat per guanyar unes 26 hectàrees a la badia d'Algesires (que estava i segueix estant sota sobirania espanyola), permetent així l'expansió de les instal·lacions portuàries i del saturat enclavament a costa de les aigües espanyoles.

## Segle XX
El 1909 els britànics van construir una reixa de set peus d'altura (la famosa "reixa de Gibraltar") consagrant l'ocupació de més de 800 metres de l'istme situat al territori neutral. D'aquesta forma Gibraltar s'apropiava de més de la meitat d'un terreny la neutralització del qual s'havia acordat al segle xviii per part d'Espanya i la Gran Bretanya.

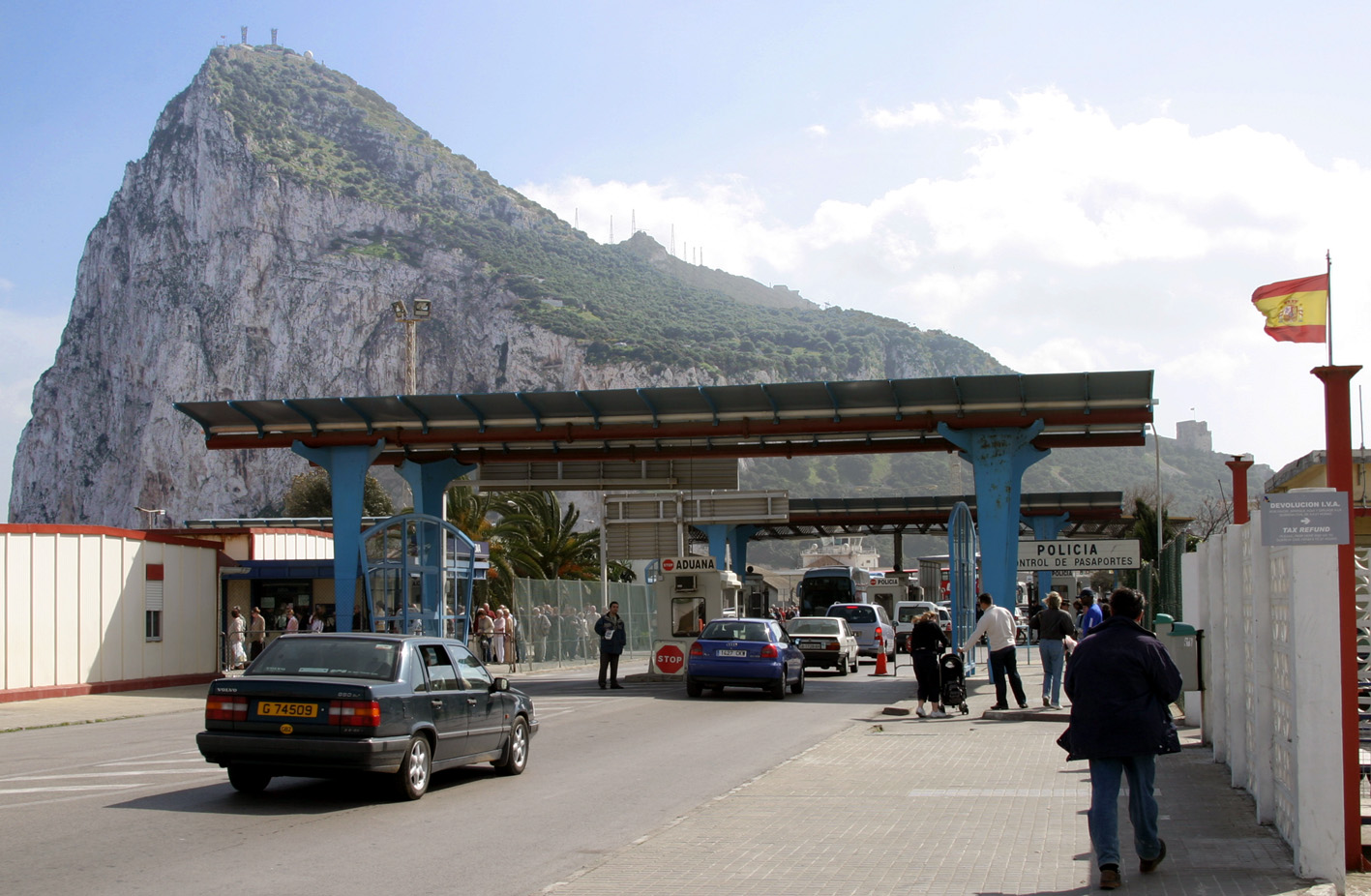
Pas fronterer entre Gibraltar i Espanya.

Es va seguir una política similar pel que fa a les aigües territorials, que d'acord amb els termes del Tractat d'Utrecht eren reconegudes com "aquella àrea circumdant a la colònia fins a la qual podien arribar els canons de la fortalesa del Penyal". Al llarg dels anys aquestes aigües territorials han estat incrementades unilateralment de facto pel Regne Unit, basant-se en l'establert per la Convenció de les Nacions Unides sobre el Dret del mar que permet arribar fins al límit de dotze milles marines. Espanya ha considerat tal increment com a contrari a dret, puix que contravenia els termes del Tractat d'Utrecht i, per tant, no reconeix al Regne Unit més aigües que les del port de Gibraltar (cedit pel Tractat d'Utrecht) ni més espai aeri que el situat sobre la vertical del Penyal.
Gibraltar, sense estatut definit durant les primeres dècades d'ocupació britànica (coneguda simplement com the Town and garrison of Gibraltar in the Kingdom of Spain, la Ciutat i guarnició de Gibraltar en el Regne d'Espanya) va ser declarada el 1830 crown colony (colònia de la corona).
Durant la Guerra Civil Espanyola (1936-39), milers d'espanyols, de tots dos costats, es van refugiar a Gibraltar.
Durant la Segona Guerra Mundial, Gibraltar va ser la base d'operacions militars britàniques entre l'Atlàntic i el Mediterrani, i un punt d'escala vital per als combois aliats, ja que era un dels pocs territoris de l'Europa continental que es va mantenir lliure d'ocupació per les forces de l'Eix o els seus aliats.
El 1938 es va aprovar la construcció d'un aeroport militar al territori situat entre el reixat i el penyal. En 1941 es va donar el vistiplau al traçat de l'aeroport, la pista d'aterratge del qual s'introduïa més de 800 metres en la badia d'Algesires, en una interpretació unilateral feta per la Gran Bretanya de l'abast de les aigües jurisdiccionals de la colònia, considerada il·legal per Espanya a la llum dels termes del Tractat d'Utrecht i d'altres convenis internacionals
El 1946 i pel Capítol XI de la Carta de les Nacions Unides, el Regne Unit va registrar a Gibraltar com a "territori no autònom". Gibraltar va ser inclòs en la llista de territoris sotmesos a descolonització i, per tant, dins de l'àmbit d'actuació del Comitè Especial Encarregat d'examinar la situació pel que fa a l'aplicació de la Declaració sobre la concessió de la independència als països i pobles colonials (Comitè dels 24). D'acord amb els gibraltarenys, la Carta de l'ONU i l'apartat 2n de la resolució 1514 (XV) garantirien el dret d'autodeterminació dels gibraltarenys. La postura espanyola i la de les Nacions Unides és diametralment contrària, i es basa en primer lloc en el mateix Tractat d'Utrecht, que estableix que si en algun temps a la Corona de la Gran Bretanya li semblés convenient donar, vendre o alienar, de qualsevol manera, la propietat d'aquesta Ciutat de Gibraltar, s'ha convingut i concordat per aquest Tractat que es donarà a la Corona d'Espanya la primera acció abans que a uns altres per redimir-la, per la qual cosa la culminació del procés de descolonització es traduiria indefectiblement en la retrocessió de la colònia a Espanya; en segon, en la mateixa resolució 1514 (XV) que al mateix temps que garanteix en el seu apartat 2n el dret dels pobles a disposar de si mateixos també afirma taxativament en el seu apartat 6è que tot intent a infringir totalment o parcialment la unitat nacional i la integritat territorial d'un país és incompatible amb els propòsits i principis de la Carta de les Nacions Unides. Per tot això, el govern espanyol i les autoritats internacionals han considerat als gibraltarenys com a mers colons en territori espanyol.
Els gibraltarenys argumenten que la qüestió de la integritat territorial no és aplicable, ja que Gibraltar és territori britànic i no espanyol. A més, invoquen l'article 73 de la Carta de les Nacions Unides (que estableix que Els Membres de les Nacions Unides que tinguin o assumeixin la responsabilitat d'administrar territoris els pobles dels quals no hagin aconseguit encara la plenitud del govern propi […] s'obliguen […] a desenvolupar el govern propi, a tenir degudament en compte les aspiracions polítiques dels pobles, i a ajudar-los en el desenvolupament progressiu de les seves lliures institucions polítiques) per justificar el gradual augment d'autogovern (assumpte que sempre ha estat rebutjat per Espanya com a contrari a l'establert en el Tractat d'Utrecht i que va motivar el tancament del reixat el 1969). Finalment, s'acullen a l'article 103 que estableix que en cas de conflicte entre les obligacions contretes pels Membres de les Nacions Unides en virtut de la present Carta i les seves obligacions contretes en virtut de qualsevol altre conveni internacional, prevaldran les obligacions imposades per la present Carta. Espanya, per la seva banda, nega que existeixi contradicció entre el Tractat d'Utrecht i la Carta de les Nacions Unides, acollint-se de nou a la integritat territorial d'Espanya.
En la seva resolució 2231 (XXI), de 20 de desembre de 1966 (text aquí, "Qüestió de Gibraltar"), les Nacions Unides van declarar:
L'Assemblea General, havent examinat la qüestió de Gibraltar,[...]. 1. Lamenta la demora en el procés de descolonització i en l'aplicació de la resolució 1514 (XV), de l'Assemblea General a Gibraltar. 2. Convida a les parts al fet que continuïn les seves negociacions, tenint en compte els interessos de la població del territori i demana a la Potencia administradora que acceleri sense cap obstacle, i en consulta amb el Govern d'Espanya, la descolonització de Gibraltar [...]
Un any després, en la seva resolució 2353 (XXII), de 19 de desembre de 1967 (text aquí, "Qüestió de Gibraltar"), les Nacions Unides van declarar:
L'Assemblea General, havent examinat la qüestió de Gibraltar, [...]. Considerant que tota situació colonial que destrueixi parcialment o totalment la unitat nacional i la integritat territorial d'un país és incompatible amb els propòsits i principis de la Carta de les Nacions Unides i específicament amb el paràgraf 6è de la resolució 1514 (XV) de l'Assemblea General, [...]. 1. Lamenta la interrupció de les negociacions recomanades en les resolucions 2070 (XX) i 2231 (XXI) de l'Assemblea General; 2. Declara que la celebració per la Potència administradora del referèndum de 10 de setembre de 1967 contravé les disposicions de la resolució 2231 (XXI) de l'Assemblea General i les de la resolució aprovada l'1 de setembre de 1967 pel Comitè Especial [...]. 3. Convida als Governs d'Espanya i del Regne Unit […] a reprendre sense demora les negociacions previstes en les resolucions 2070 (XX) i 2231 (XXI) de l'Assemblea General, amb la intenció de posar fi a la situació colonial de Gibraltar i a salvaguardar els interessos de la població al final d'aquesta situació colonial
Davant tals resolucions, el govern de Gibraltar posa l'èmfasi en l'obligació de salvaguardar els "interessos" de la població de la colònia, declarant que aquells no són salvaguardats si no es respecten els seus desitjos i drets democràtics.
Per l'altre costat, Espanya s'ha oposat sempre a quantes modificacions ha anat introduint el govern britànic en l'estatus polític dels gibraltarenys, perquè tals modificacions suposaven la dotació d'uns instruments cada vegada més representatius que menyscabaven el caràcter estrictament colonial de Gibraltar. Per tot això, davant la celebració d'un referèndum el 1967, donant l'oportunitat als gibraltarenys per triar entre la sobirania espanyola o continuar units a la Gran Bretanya (opció que va guanyar per un aclaparant 12.138 a 44 vots), i la consegüent promulgació de la Constitució de Gibraltar el 30 de maig de 1969 (que garantia un ple autogovern en qüestions internes, al mateix temps que estableix en el seu preàmbul que El Govern de La seva Majestat mai entrarà en tractes conseqüència dels quals el poble de Gibraltar pogués passar a estar sota la sobirania d'un altre estat en contra dels seus desitjos expressats lliurement i democràticament), el govern franquista va prendre la decisió de tancar el reixat aquest mateix any, la qual cosa va impedir la comunicació directa entre les poblacions a un costat i a l'altre de la frontera. El govern espanyol va sostenir que tal decisió era conforme a dret internacional, ja que el tractat d'Utrecht estableix que "aquesta propietat se cedeixi a la Gran Bretanya sense cap jurisdicció territorial i sense cap comunicació oberta amb Espanya per part de terra". Durant el primer govern de Felipe González, es va reprendre el pas de viatgers i mercaderies pel reixat el 5 de febrer de 1985, després que la CEE imposés l'obertura del reixat com a requisit indispensable per admetre a Espanya. El Tractat de Roma estableix que els territoris europeus han de permetre el lliure moviment de persones.

## Segle XXI
En l'actualitat el Govern espanyol segueix reclamant la sobirania del Penyal, encara que aquesta reclamació sempre ha estat rebutjada pel Govern britànic. Els habitants de Gibraltar han defensat "el seu dret d'autodeterminació" i, en referèndums, en els quals aquests han recolzat clarament l'opció de no reintegrar-se a Espanya. En l'últim, celebrat el 2002, es va rebutjar per un marge d'un 98,97% la cosobirania hispano-britànica.
El Govern espanyol manté diverses restriccions amb relació a Gibraltar en defensa del que considera els seus legítims drets (per exemple, atès que l'istme mai va ser cedit per Espanya, ni mitjançant el Tractat d'Utrecht ni per un altre acte o tractat, no reconeix el caràcter de frontera internacional del límit actual marcat pel reixat, en ple istme, a uns 800 metres al nord de la línia de control pactada el 1713, situada just als peus del Penyal).